# 新羅戈韋齊
49°39′14″N 25°54′28″E / 49.65389°N 25.90778°E
新羅戈韋齊（烏克蘭語：Новий Роговець），是烏克蘭的村落，位於該國西部捷爾諾波爾州，由捷尔诺波尔区負責管轄，始建於1850年，面積2.05平方公里，2001年人口487，人口密度每平方公里237.6人。